# Apémosyne
Apémosyne ou Apémosyné (en grec ancien Ἀπημοσύνη / Apêmosúnê), dans la mythologie grecque, est la fille de Catrée, roi de Crète.

## Famille
Apémosyne est la fille de Catrée, roi de Crète, lui-même fils ainé du précédent roi de Crète Minos et de son épouse Pasiphaé,,. Elle a un frère, Althéménès, et deux sœurs, Érope et Clymène.

## Mythe
L'histoire d'Apémosyne nous est donnée par Apollodore dans sa Bibliothèque :
Le roi Catrée a reçu un oracle disant qu'il serait tué par l'un de ses enfants et, bien que Catrée ait caché les oracles, son fils Althéménès l'a découvert. Craignant d'être celui qui tuerait son père, Althéménès prit avec lui une de ses sœurs, Apémosyne, et s'enfuit avec elle à Rhodes.
Le dieu Hermès, voyant Apémosyne alors qu'elle se rend à une fontaine pour chercher de l'eau, se prend de passion pour elle. Quand elle le voit, Apémosyne s'enfuit et se retrouve poursuivie. Il ne parvient pas à la rattraper car elle se révèle plus rapide que lui. Cependant, Hermès lance sur le chemin des peaux qui ne sont pas passées au tanin. Apémosyne glisse dessus et tombe ce qui permet à Hermès de l'attraper et de la violer.
Peu après, elle raconte à son frère Althéménès ce qu'il s'est passé mais, furieux et pensant qu'elle ment, ce dernier tue Apémosyne en la rouant de coups.

## Interprétations

### Arthur Cook
Arthur Bernard Cook a vu dans le mythe d'Apémosyne un élément historique reflétant la relation entre la Crète minoenne et Rhodes, ainsi qu'un possible aspect étiologique expliquant une ancienne coutume rhodienne impliquant le sacrifice humain.

### Robert Graves
Pour Robert Graves, le mythe rappelle une occupation de l'île de Rhodes par les mycéniens-minoens au XVe siècle avant notre ère et son but était d'expliquer certaines libations offertes à un héros de Rhodes ainsi que les sports érotiques dans lesquels certaines femmes dansaient sur les peaux fraîchement écorchées d'animaux sacrifiés.
La mort d'Apémosyne ferait allusion à un événement brutal survenu à Camiros à l'époque historique : en effet, dans cette ville où, selon la légende, le frère et la sœur auraient trouvé l'hospitalité, durant l'invasion des Hittites, une répression violente aurait occurré et l'ensemble des membres d'un collège de prêtresses oraculaires aurait été tuées.
Grave estime également que les trois filles de Catrée représenteraient l'une des triades lunaires typiques de la mythologie classique.

## Sources
- Pseudo-Apollodore, Bibliothèque [détail des éditions] [lire en ligne] (III, 1, 2 ; III, 2, 1-2),
- Robert Graves, Les Mythes grecs, Fayard (1967, trad. Mounir Hafez)